# The Who Live In Texas '75
The Who Live In Texas '75 é o registro de um concerto realizado pela banda de rock britânica The Who no The Summit em Houston, Texas, em 20 de novembro de 1975. Lançado em 9 de outubro de 2012, o DVD apresenta filmagens feitas originalmente para serem exibidas para o público em telões durante o show.

## Canções apresentadas
1. "Substitute"
2. "I Can’t Explain"
3. "Squeeze Box"
4. "Baba O’Riley"
5. "Boris The Spider"
6. "Drowned"
7. "However Much I Booze"
8. "Dreaming From The Waist"
9. "Behind Blue Eyes"
10. "Amazing Journey"
11. "Sparks"
12. "Acid Queen"
13. "Fiddle About"
14. "Pinball Wizard"
15. "I’m Free"
16. "Tommy’s Holiday Camp"
17. "We’re Not Going To Take It / See Me, Feel Me / Listening To You"
18. "Summertime Blues"
19. "My Generation"
20. "Join Together"
21. "Naked Eye"
22. "Roadrunner"
23. "Won’t Get Fooled Again"
24. "Magic Bus"
25. "My Generation Blues"